# 民衆を導く自由の女神
民衆を導く自由の女神（みんしゅうをみちびくじゆうのめがみ、仏: La Liberté guidant le peuple）は、ウジェーヌ・ドラクロワによって描かれた絵画。1830年に起きたフランス7月革命を主題としている。

## 解説
中心に描かれている銃剣つきマスケット銃を左手に持ちフランス国旗を目印に右手で掲げ民衆を導く果敢な女性は、フランスのシンボルである、マリアンヌの姿の代表例の一つである。絵画としてのスタイル、フランス7月革命というテーマから、絵画におけるロマン主義の代表作と言える。
原題のLa Liberté guidant le peupleから分かるように、女性は自由を、乳房は母性すなわち祖国を、という具合に、ドラクロワはこの絵を様々な理念を比喩（アレゴリー)で表現している。一方で、彼女が被るフリギア帽は、フランス革命の間に自由を象徴するようになった。やはりマスケット銃を携えて女性に続くシルクハットの男性は、ドラクロワ自身であると説明される事が多い。女性の右隣の二丁拳銃の少年については、誰をイメージしたのかは不明。
1831年5月のサロン・ド・パリに出品され、フランス政府は革命を記念するためとしてこの作品を3,000フランで買い上げたが、翌1832年の六月暴動以降、あまりにも政治的で扇動的であるという理由から、1848年革命までの16年間は恒常的な展示は行われなかったという。1874年から今日に至るまで、ルーヴル美術館に収蔵されている。
2013年2月に、来館者に黒のフェルトペンで落書きされてしまう被害に遭うが、翌日には修復されている。表面にはワニスが塗ってあり、落書きが下の絵の具には浸透していなかったため、修復が可能だった。なお、落書きは「AE911」と書かれており、アメリカ同時多発テロ事件や、その陰謀説などが関わっている可能性が指摘されている。なお、落書きをした女性は「9.11TRuTh」に所属しており、精神的不安定により裁判へ出頭する前日に精神科関連の施設に収容されている。

## 日本との関わり
1999年に「日本におけるフランス年」の文化財海外交流展の一環として、この絵画がルーブルから東京国立博物館に1ヶ月間貸し出された。この際に、日本からフランスに貸し出されたのが、法隆寺の百済観音像である。
日本でも「日本におけるフランス年」を記念してこの絵画の記念切手が発行されたが
、フランス本国では、ドラクロワの肖像と共に、旧100フラン紙幣にその一部が描かれた。

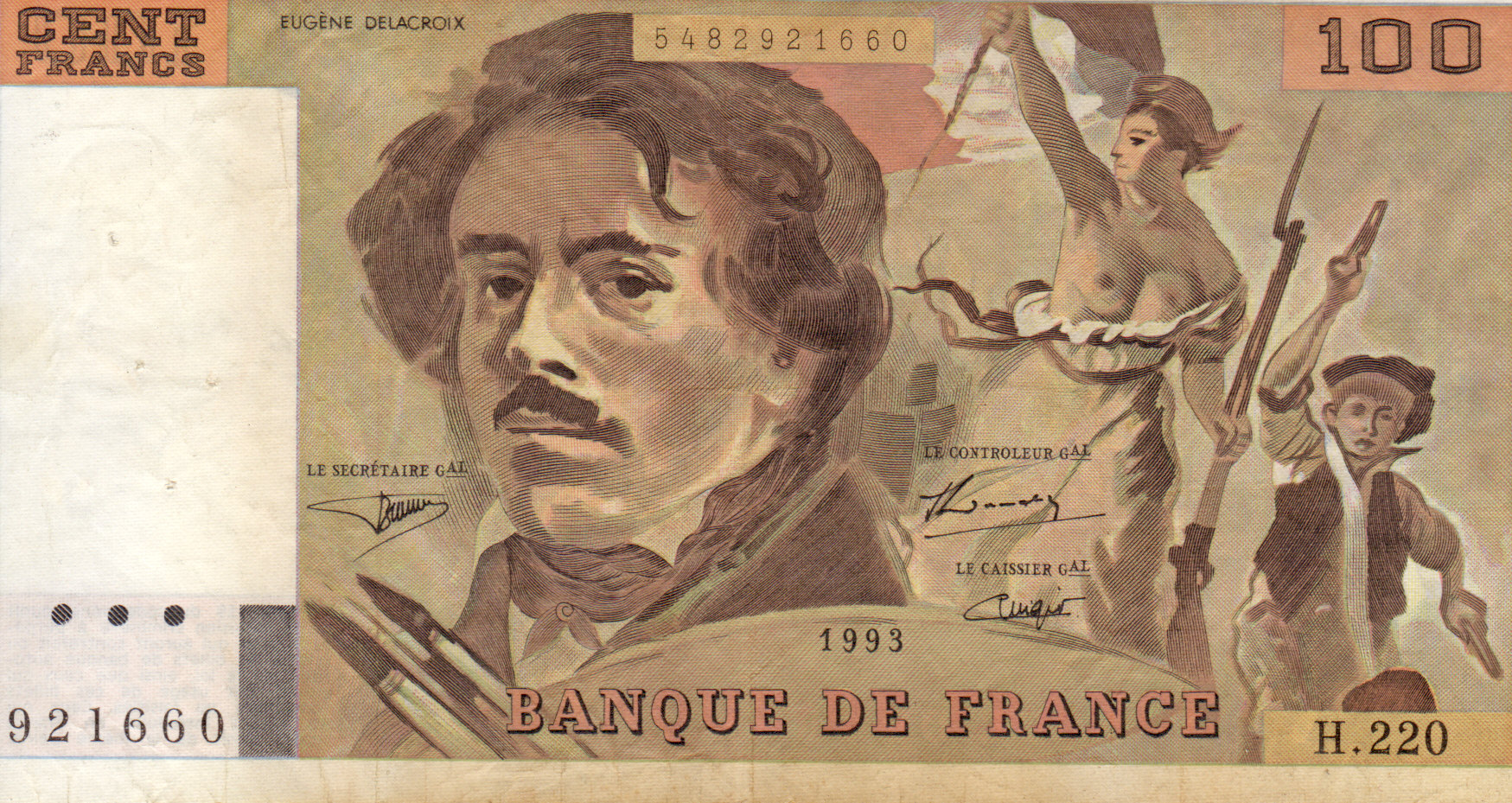
100フランス・フランの表面。画家ウジェーヌ・ドラクロワの肖像と『民衆を導く自由の女神』、1993年。

なお、日本への運送には大型貨物機のエアバス ベルーガが使われた。
日本では慣習的に『民衆を導く自由の女神』と題されることが多いが、原題の La Liberté guidant le peuple は、正確には「民衆を導く自由」（自由 Liberté はアレゴリー）という意味である。このためこの絵画を『民衆を導く自由』として紹介する文献も存在する。

## 大衆文化への影響
- 『レ・ミゼラブル』の登場人物ガヴローシュは女神の右前にいる少年にヒントを得て書かれたといわれている[7]。
- イギリスの人気グループであるコールドプレイのアルバム『美しき生命』（原題：Viva la Vida or Death and All His Friends）のCDジャケットに使用されている。
- 日本のバンドであるDragon Ashのアルバム『Viva La Revolution』のCDジャケットに、この絵画を模した絵が使用されている[8]。
- 2014年放送の「ピーチ・ジョン」のCMでは、ローラが本絵画の中に吸い込まれる演出がある[9]。